# Kesselfalle

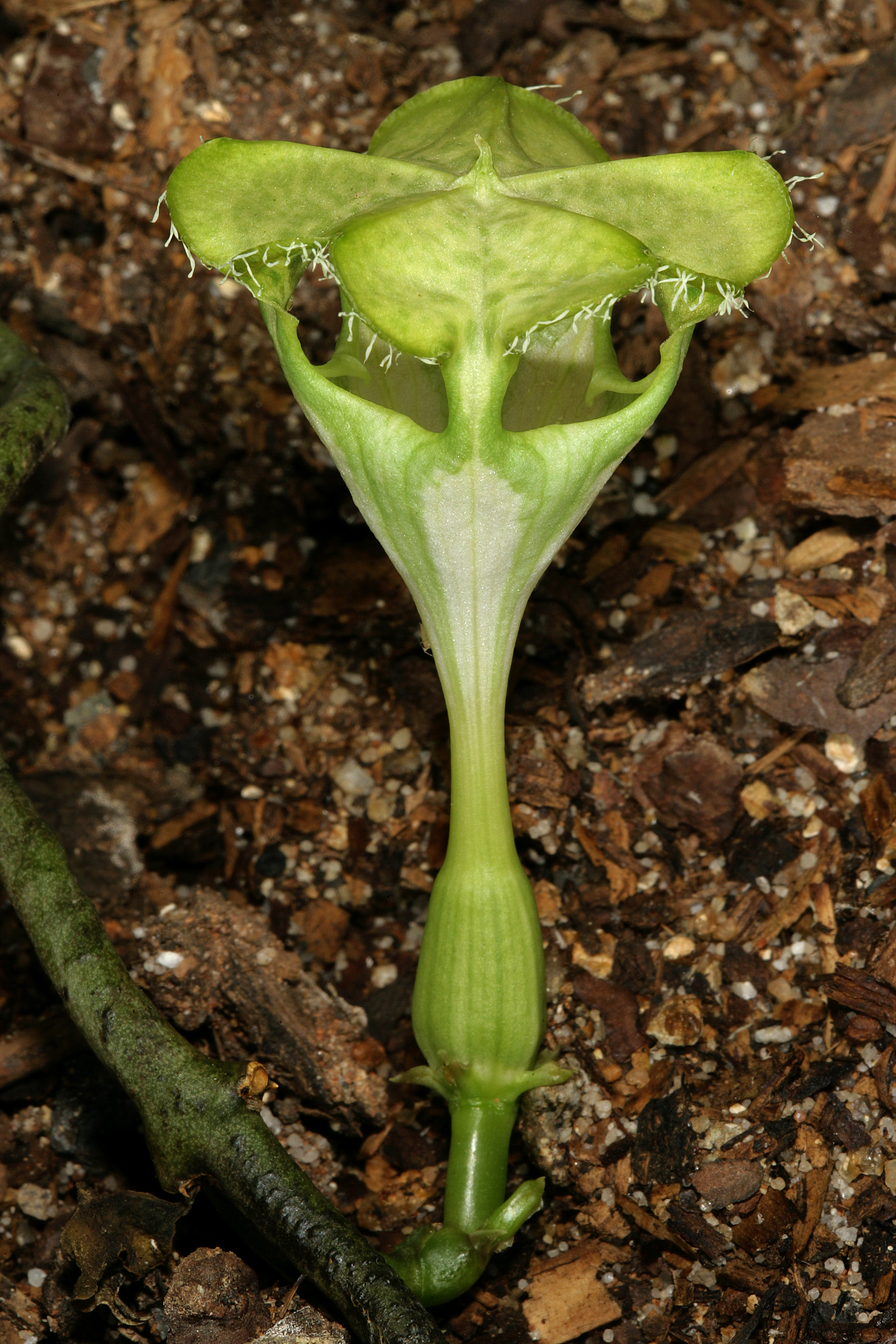
Kesselfallenblume:
Kletternde Leuchterblume (Ceropegia sandersonii)

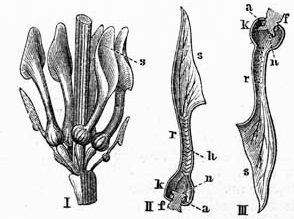
Kesselfalle mit Reusenhaaren von Aristolochia clematitis

Kesselfallen, beziehungsweise Kessel- oder Gleitfallenblumen, wurden im Pflanzenreich in unterschiedlichen Verwandtschaftsgruppen entwickelt. Sie gingen aus einfachen Blüten hervor. Die von Kesselfallenblumen gefangenen Tiere (überwiegend Insekten) sollen zur Bestäubung gezwungen werden. Es sind Fallenblumen wie die Klemmfallenblumen, deren Blüten einen Klemmkörper haben, in dem sich nektarsuchende Insekten mit dem Rüssel oder den Beinen verfangen.

## Prinzip und Funktionsweise
Bei den Kesselfallenblumen sind Teile der Blüte oder des Blütenstandes zu einem fast geschlossenen Kessel umgebildet. Insekten werden meist durch für Menschen unangenehme Gerüche (beispielsweise Kot- oder Aasgeruch), Farbe und Wärme angelockt und rutschen meistens an den glatten oder ölig, wachsigen Innenwänden oder abwärtsweisenden Sperrhaaren oder Papillen der Blume ab, auch Türchenmechanismen sind möglich. Am Ende der Blütenröhre im Blüteninneren landen die Insekten schließlich in einem „Kessel“, wo sich auch der Blüten-Stempel befindet.
Ein Sperrmechanismus meistens aus sterilen Blüten oder „Reusenhaaren“ verhindert zunächst ein Entkommen. Die sterilen Blüten (Hindernisblüten) tragen einzelne, kräftige Borsten, die sich nur abwärts biegen lassen oder nach unten stehende Reusenhaare versperren den Rückweg, sodass kleinere Gefangene nicht einfach wieder herausfliegen können. Erst wenn die weiblichen Blüten befruchtet sind, verwelken bzw. erschlaffen die Sperrborsten und Reusenhaare und geben den Ausgang wieder frei. Bei einigen Arum-Arten wächst der Blütenkolben innerhalb eines Tages aus dem Kessel heraus. Die Insekten nutzen ihn wie eine Leiter und können dadurch aus dem Kessel entkommen. Auch öffnende Türmechanismen sind möglich.
Bei dem Blütenstand der Gattung Aronstab (Arum) wird der Kessel von einem Hochblatt (Spatha) gebildet. Bei den Leuchterblumen (Ceropegia) bilden die verwachsenen Kronblätter den Kessel. Im Falle der Blüten der Orchideengattungen Coryanthes, Cypripedium, Paphiopedilum, Phragmipedium, Selenipedium und Mexipedium ist die Blütenlippe (Labellum) zu einem „Pantoffel“ geformt. Angelockte Insekten (meist kleine Bienen) fallen in den Kessel und müssen sich durch einen engen Durchgang hinter der schildförmigen Blütensäule durchzwängen, um wieder ins Freie zu gelangen. Dabei streifen sie den Pollen ab, der sich im Durchgang verbirgt.
Die Blüten von Kesselfallen sind meist proterogyn, das heißt, die weiblichen Organe reifen zuerst und sind empfänglich für Pollen. Erst wenn die Befruchtung erfolgt ist, öffnen sich die männlichen Blüten beziehungsweise die Staubbeutel und geben den Blütenstaub frei. Vorteil dieser Bestäubungsmethode ist, dass sie Selbstbefruchtung verhindert, weil der männliche Blütenpollen erst ausgeschüttet wird, wenn die Befruchtung der weiblichen Blütenorgane stattgefunden hat.
Das Prinzip der Kesselfalle wird auch von fleischfressenden Pflanzen angewendet, die Insekten jedoch nicht zur Bestäubung anlocken, sondern um sich von ihnen zu ernähren (Nepenthes, Cephalotus, Sarracenia, Heliamphora etc.). Sie bilden trichter- oder kesselförmige Behälter aus Blattorganen. Diese sind mit meistens mit Flüssigkeit (Phytotelma) gefüllt, in der die Beute ertrinkt. Meistens sind am Rand und im Kessel Haare oder Zähnchen vorhanden, die ein Abrutschen erleichtern und die Insekten am Entkommen hindern. Manche Fallen besitzen auch Wachsauflagerungen, welche die Oberfläche noch rutschiger machen.
Einige Arten sind zudem auch Täuschblumen wie der Gefleckte Aronstab.
Die Bestäubungsmethode der Kesselfalle ist innerhalb bestimmter Familien oder Gattungen sehr verbreitet, beispielsweise:
- Aronstabgewächse (Araceae), Beispiel: Gefleckter Aronstab (Arum maculatum), Titanenwurz (Amorphophallus titanum).
- Osterluzeigewächse (Aristolochiaceae), Beispiel: Pfeifenblumen (Aristolochia).
- Orchideen (Orchidaceae), Beispiel: Frauenschuh (Cypripedium, Paphiopedilum), Coryanthes.
- Seidenpflanzengewächse (Asclepiaceae), Beispiel: Leuchterblumen (Ceropegia).